# Cesare Brunetti
Cesare Brunetti (Milano, 2 marzo 1920 – ...) è stato un calciatore italiano.

## Carriera
Cresciuto nel Milan, giocò inizialmente in prestito in Serie C con Seregno e Abbiategrasso. Giocò poi in Serie A con i rossoneri e la Lazio ed a fine carriera nel Rimini.